# 인천광역시학생수영장
인천광역시학생수영장(仁川廣域市學生水泳場)은 인천광역시의 수영 인구 저변확대 및 우수선수 양성을 위하여 인천광역시교육청 산하에 설치된 직속기관이다.
수영장의 장은 동인천중학교장이 겸임한다.

## 사건사고
2017년 2월 20일 오전 11시 30분 수영장의 천장 전체가 갑자기 붕괴하였다. 오전 훈련이 종료되어 학생들이 수영장 밖으로 나간지 5분가량 지난 후 일어났고, 이들이 샤워하고 탈의하던 도중 대피하면서 인명피해는 없었다.
이 사고는 단열을 위해 수영장 천장에 시공한 '연질 우레탄'이 습기를 머금으면서 무게를 이기지 못 하고 한꺼번에 무너진 것으로 추측되고 있다. 2016년 여름에 지붕 마감재를 공사한 시공사가 부도가 나 시공사가 바뀌면서 공사가 제대로 이루어지지 않았고, 2015년 12월에는 천장을 받치던 나사가 바닥에 떨어진 것을 확인하였다.